# Girabola
Girabola ist die gebräuchliche Bezeichnung für den Campeonato Angolano de Futebol, die höchste Spielklasse im angolanischen Fußball. Der Spielbetrieb wird von der Federação Angolana de Futebol (FAF) organisiert.
Mit der jährlichen Supertaça de Angola ermitteln der Girabola-Gewinner und der angolanische Pokalgewinner den Sieger des angolanischen Supercups.

## Geschichte
Spätestens seit 1941 wurden in Angola unter portugiesischer Kolonialverwaltung Landesmeister ausgespielt. Später wurde ein mehrgliedriges Ligasystem eingeführt, mit dem Campeonato Estadual da I Divisão, später Campeonato da Província de Angola als oberster Liga. Der Name Girabola (portug. Verniedlichung, dt. etwa: Drehball) geht auf den portugiesischen Radiomoderator Rui de Carvalho zurück, der später Kommunikationsminister in Angola wurde. Carvalho bezeichnete den Campeonato de Angola mindestens seit 1967 als Girabola, um auch im Fußball unterschwellig eine antikoloniale Abgrenzung zu den offiziellen Begriffen des autoritären Estado Novo-Regimes Portugals zu betreiben. Als nach der Unabhängigkeit Angolas 1975 der Campeonato Angolano de Futebol als oberste Liga im Land neu eingeführt wurde, blieb der Begriff als gebräuchliche Bezeichnung weiter im Umlauf.
Die erste Meisterschaft des Girabolas unter der Leitung der FAF fand 1979 statt. Die Vorrunde wurde in vier Gruppen zu je sechs Mannschaften aus allen damaligen 16 angolanischen Provinzen ausgetragen. Die Gruppensieger trafen danach im eigentlichen Girabola 1979 aufeinander. Minguito, Stürmer des Vitória Atlético do Bié, erzielte am 8. Dezember 1979 in der 11. Minute im Spiel gegen Académica do Lobito das erste Tor des neuen Girabolas. Das Spiel endete 1:1-Unentschieden.
Zwischen 1980 und 1990 waren 14 Mannschaften in der inzwischen eingleisigen ersten Liga vertreten. Nachdem 1991 der Verband die Anzahl auf 16 erhöht hatte, spielten 1993 und 1994 lediglich zwölf Mannschaften um die Meisterschaft. Seit 1995 besteht die Liga wiederum aus 14 Mannschaften; ebenfalls seit diesem Jahr erhält der Sieger eines Spiels drei Punkte statt wie bisher zwei. Seit 2010 spielen wieder 16 Mannschaften in der Liga.

## Erfolgreichste Klubs
Rekordmeister ist Atlético Petróleos Luanda mit 18 Titeln. Zuletzt schloss der Verein die Saison 2023/24 als Sieger ab.
- Atlético Petróleos Luanda: 19 Titel (1982, 1984, 1986, 1987, 1988, 1989, 1990, 1993, 1994, 1995, 1997, 2000, 2001, 2008, 2009, 2022, 2023, 2024, 2025)
- CD Primeiro de Agosto: 13 Titel (1979, 1980, 1981, 1991, 1992, 1996, 1998, 1999, 2006, 2016, 2017, 2018, 2019)
- CRD Libolo: 4 Titel (2011, 2012, 2014, 2015)
- Atlético Sport Aviação: 3 Titel (2002, 2003, 2004)

## Angolanische Meister

### Seit der Unabhängigkeit
| - 1979: CD Primeiro de Agosto (aus Luanda) - 1980: CD Primeiro de Agosto - 1981: CD Primeiro de Agosto - 1982: Atlético Petróleos Luanda (aus Luanda) - 1983: Estrela Clube Primeiro de Maio (aus Benguela) - 1984: Atlético Petróleos Luanda - 1985: Estrela Clube Primeiro de Maio - 1986: Atlético Petróleos Luanda - 1987: Atlético Petróleos Luanda - 1988: Atlético Petróleos Luanda - 1989: Atlético Petróleos Luanda - 1990: Atlético Petróleos Luanda - 1991: CD Primeiro de Agosto - 1992: CD Primeiro de Agosto - 1993: Atlético Petróleos Luanda - 1994: Atlético Petróleos Luanda - 1995: Atlético Petróleos Luanda - 1996: CD Primeiro de Agosto - 1997: Atlético Petróleos Luanda - 1998: CD Primeiro de Agosto - 1999: CD Primeiro de Agosto - 2000: Atlético Petróleos Luanda - 2001: Atlético Petróleos Luanda |  | - 2002: Atlético Sport Aviação (aus Luanda) - 2003: Atlético Sport Aviação - 2004: Atlético Sport Aviação - 2005: GD Sagrada Esperança (aus Dundo) - 2006: CD Primeiro de Agosto - 2007: GD Interclube (aus Luanda) - 2008: Atlético Petróleos Luanda - 2009: Atlético Petróleos Luanda - 2010: GD Interclube - 2011: CRD Libolo (aus Libolo) - 2012: CRD Libolo - 2013: Kabuscorp FC do Palanca (aus Luanda) - 2014: CRD Libolo - 2015: CRD Libolo - 2016: CD Primeiro de Agosto - 2017: CD Primeiro de Agosto - 2018: CD Primeiro de Agosto - 2018/19: CD Primeiro de Agosto - 2019/20: abgebrochen.... (1) - 2020/21: GD Sagrada Esperança - 2021/22: Atlético Petróleos Luanda - 2022/23: Atlético Petróleos Luanda - 2023/24: Atlético Petróleos Luanda - 2024/25: Atlético Petróleos Luanda |

(1): Meisterschaft annulliert wegen COVID-19-Pandemie, kein Titel wurde vergeben, kein Absteiger außer Zwangsabsteiger Estrela Clube Primeiro de Maio (vorher bereits disqualifiziert).

### Bis zur Unabhängigkeit
| - 1941: Sporting Clube de Luanda (aus Luanda) - 1942: Sporting Clube de Luanda - 1943: Sport Benguela e Benfica (aus Benguela) - 1944: Sporting Clube de Luanda - 1945: Sport Clube da Catumbela (aus Catumbela) - 1946: Sporting Clube de Luanda - 1947: Sporting Clube de Luanda - 1948: nicht vermerkt - 1949: nicht vermerkt - 1950: nicht vermerkt - 1951: Ferrovia Sport Clube de Nova Lisboa (aus Nova Lisboa) - 1952: Sport Clube Portugal de Benguela (aus Benguela) - 1953: Ferroviário de Luanda (aus Luanda) - 1954: Lobito Sports Clube (aus Lobito) - 1955: Sporting Clube de Luanda - 1956: Sporting Clube de Luanda - 1957: Ferroviário de Luanda - 1958: Sport Clube da Catumbela |  | - 1959: Sport Clube Portugal de Benguela - 1960: Sport Clube Portugal de Benguela - 1961: Sport Clube Portugal de Benguela - 1962: Ferroviário de Luanda - 1963: Sporting Clube de Luanda - 1964: Sport Clube Portugal de Benguela - 1965: Atlético Sport Aviação (aus Luanda) - 1966: Atlético Sport Aviação - 1967: Atlético Sport Aviação - 1968: Atlético Sport Aviação - 1969: Independente Sport Clube (aus Porto Alexandre) - 1970: Independente Sport Clube - 1971: Independente Sport Clube - 1972: Sport Nova Lisboa e Benfica (aus Nova Lisboa) - 1973: FC Moxico (aus Vila Luso) - 1974: Ferrovia Sport Clube de Nova Lisboa - 1975: nicht beendet (1) |

(1): Der Clube Recreativo da Caála war Tabellenführer, als die Saison 1975 nach 12 Spieltagen abgebrochen wurde. Grund war der unmöglich gewordene Spielbetrieb im Zusammenhang mit dem ausbrechenden angolanischen Bürgerkrieg.